# Brackcides Khadambi
Brackcides Agala Khadambi (14 mei 1984) is een Keniaans volleyballer en beachvolleyballer. Ze nam in die laatste discipline eenmaal deel aan de Olympische Spelen.

## Carrière
Khadambi speelde voor nationale volleybalploeg waar ze een tijd lang aanvoerder van was. Met de Keniaanse vrouwen nam ze in 2010 deel aan het wereldkampioenschap in Japan en won ze een jaar later de bronzen medaille bij de Afrikaanse Spelen in Maputo. Daarnaast werd ze onder andere tweemaal op rij Afrikaans kampioen (2013 en 2015) en won ze eenmaal zilver (2017). In 2019 begon Khadambi aan de zijde van Gaudencia Makokha haar beachvolleybalcarrière. Dat jaar boekte het duo drie overwinningen in de nationale competitie. In juni 2021 plaatsten ze zich via het continentale kwalificatietoernooi voor de Olympische Spelen in Tokio waar ze een maand later niet verder kwamen dan de poulefase.
Het jaar daarop was de groepsfase bij de WK in Rome opnieuw het eindstation. Bij de Gemenebestspelen in Birmingham eindigde het duo na twee nederlagen en een overwinning op de derde plaats in de poule en op de negende plaats in totaal. In 2024 bereikten Khadambi en Makokha de kwartfinale van het Future-toernooi van Bujumbura.

## Palmares
Kampioenschappen zaal
- 2011:  Afrikaanse Spelen
- 2013:  AK
- 2015:  AK
- 2017:  AK